# Lessons motmot
Lessons motmot (Momotus lessonii) is een vogel uit de familie motmots (Momotidae). Deze vogel is genoemd naar de Franse natuuronderzoeker René Primevère Lesson.

## Verspreiding en leefgebied
Deze soort komt voor van zuidelijk Mexico tot westelijk Panama en telt drie ondersoorten:
- M. l. goldmani: van zuidoostelijk Mexico tot noordelijk Guatemala.
- M. l. exiguus: Campeche en Yucatán (zuidelijk Mexico).
- M. l. lessonii: van Chiapas (zuidelijk Mexico) tot westelijk Panama.

## Status
De grootte van de populatie is in 2019 geschat op 0,5-5 miljoen volwassen vogels. Op de Rode lijst van de IUCN heeft deze soort de status niet bedreigd.